# Hoplia cinereonebulosa
Hoplia cinereonebulosa är en skalbaggsart som beskrevs av Nonfried 1895. Hoplia cinereonebulosa ingår i släktet Hoplia och familjen Melolonthidae. Inga underarter finns listade i Catalogue of Life.